# Замок Белёй
Белёй (фр. Château de Belœil) — загородная резиденция княжеского дома Линей в Бельгии, в 10 км к югу от города Ас в Эно, недалеко от французской границы.

## История
В 1394 году замок Белёй перешёл во владение семьи де Линь, одной из старейших аристократических семей. 
В течение нескольких последующих веков неоднократно перестраивался и в XVII-XVIII веках средневековый замок был окончательно перестроен в аристократическую резиденцию, ставшую постоянным местом пребывания членов семьи де Линь.

## Описание

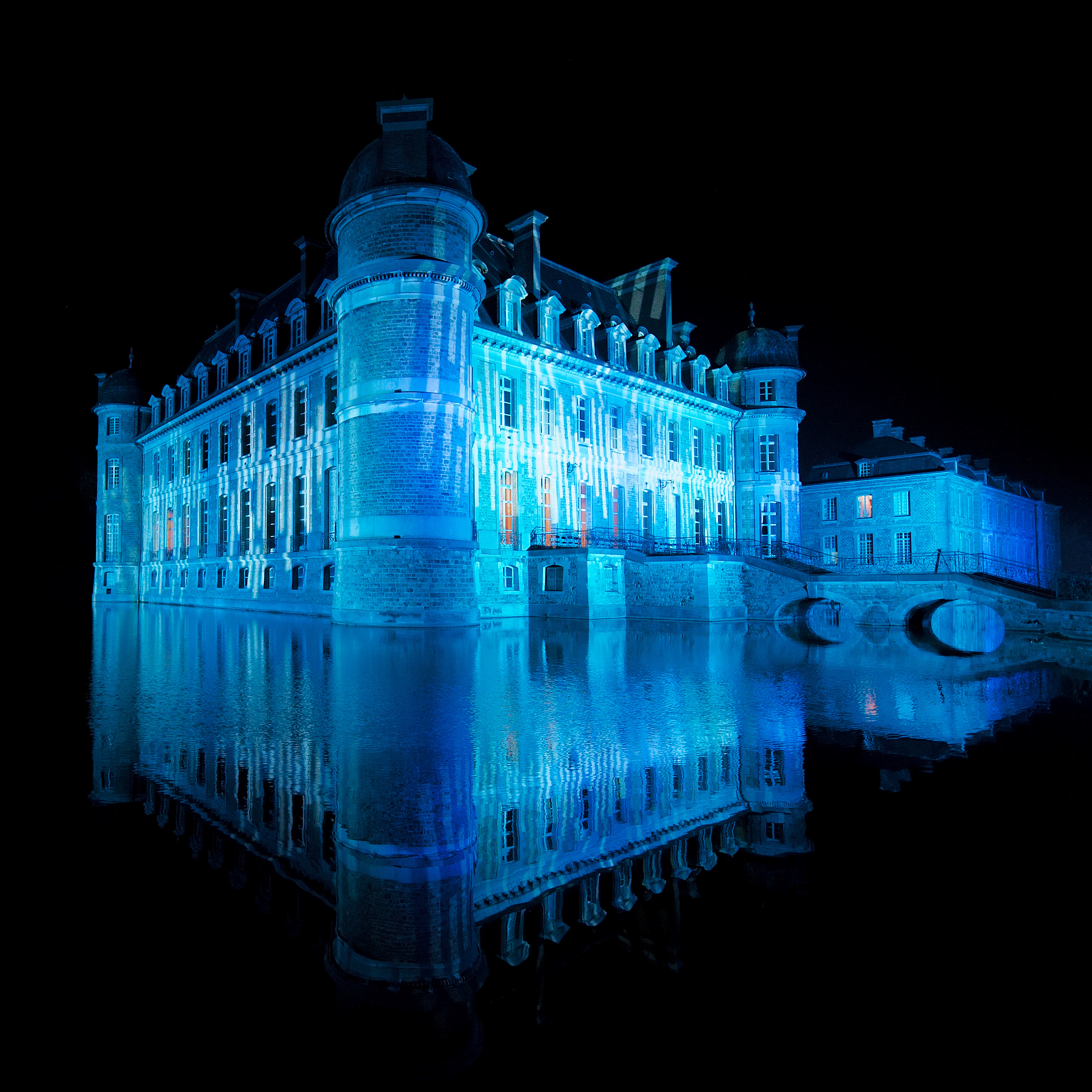
Замок Белёй ночью

Замок Белёй представляет собой строение формы неправильного прямоугольника с внутренним двором. По углам замка расположены четыре круглых башни с округлыми крышами, а сам замок помимо цокольного этажа, включает два жилых этажа и чердачные помещения. Вокруг замка расположен парк во французском стиле, созданный в 1664 году. Его площадь составляет 25 гектаров и в парке расположено несколько водоёмов, один из которых Большой пруд. 
В 1742 году около пруда была установлена скульптурная группа во главе с древнеримским богом морей Нептуном. В юго-западной части парка находится оранжерея, которая была разбита в 1830 году.
В самом замке располагается богатая библиотека, включающая в себя более 20 000 томов, самые старые из которых относятся к XV веку. В библиотеке хранятся примерно 3 500 писем, отражающие связь представителей дома де Линь с членами королевских семей и представителями знати. Мебель в замке изготовлена из красного дерева и датируется XVII-XVIII веком. 
Замок имеет картинную галерею, включающую в себя в том числе и портреты представителей дома де Линь.

## Знаменитые владельцы
- Линь, Шарль-Жозеф де